# Австралия на летних Олимпийских играх 1896
Австралия впервые участвовала на летних Олимпийских играх 1896 и была представлена одним спортсменом в двух видах спорта. По итогам соревнований команда заняла восьмое место в общекомандном медальном зачёте, а также установила два олимпийских рекорда в лёгкой атлетике.

## Медалисты

### Золото
| Золото |            |                                      |
| №      | Спортсмены | Вид спорта (дисциплина)              |
| 1      | Тедди Флэк | Лёгкая атлетика (бег на 800 метров)  |
| 1      | Тедди Флэк | Лёгкая атлетика (бег на 1500 метров) |

## Результаты соревнований

### Лёгкая атлетика
| Соревнование | Спортсмены | Предварительный раунд | Предварительный раунд | Финал     | Финал |
| Соревнование | Спортсмены | Результат             | Место                 | Результат | Место |
| ------------ | ---------- | --------------------- | --------------------- | --------- | ----- |
| 800 метров   | Тедди Флэк | 2:10,0 OR             | 1                     | 2:11,0    | 1     |
| 1500 метров  | Тедди Флэк |                       |                       | 4:33,2 OR | 1     |
| Марафон      | Тедди Флэк |                       |                       | DNF       | —     |

### Теннис
Курсивом выделены пары, чьи результаты были засчитаны смешанной команде.
| Соревнование     | Спортсмены                        | Первый раунд                         | Второй раунд       | Полуфинал                                                         | Финал              |
| Соревнование     | Спортсмены                        | Соперник Результат                   | Соперник Результат | Соперник Результат                                                | Соперник Результат |
| ---------------- | --------------------------------- | ------------------------------------ | ------------------ | ----------------------------------------------------------------- | ------------------ |
| Одиночный разряд | Тедди Флэк                        | Аристидис Акратопулос (GRE) проиграл | не прошёл          | не прошёл                                                         | не прошёл          |
| Парный разряд    | Тедди Флэк Джордж Робертсон (GBR) |                                      |                    | Дионисиос Касдаглис (GRE) Деметриос Петрококкинос (GRE) проиграли | не прошли          |